# Communauté de communes des Vallées d'Aigueblanche
La communauté de communes des Vallées d'Aigueblanche est une intercommunalité française située dans le département de la Savoie en région Auvergne-Rhône-Alpes.

## Géographie
La communauté de communes des Vallées d'Aigueblanche se situe au centre du département de la Savoie dans la vallée de la Tarentaise. Son altitude varie entre 394 mètres à Feissons-sur-Isère et 2 829 mètres sur la commune de  La Léchère.

## Histoire
En 1974, les communes de Aigueblanche et de  La Léchère s'associent pour former le District du Bassin d’Aigueblanche. La communauté de communes des vallées d'Aigueblanche a été créée par arrêté préfectoral du 2 janvier 2002. La commune de Saint-Oyen a intégré la communauté de communes le 1er janvier 2009 alors que celles de Bonneval, Le Bois et Feissons-sur-Isère l'ont intégré le 1er janvier 2011.
À la suite de la création des communes nouvelles de Grand-Aigueblanche et La Léchère au 1er janvier 2019, le nombre de communes passe de 7 à 3.

## Composition
La communauté de communes est composée des 3 communes suivantes :

| Nom                        | Code Insee | Gentilé      | Superficie (km2) | Population (dernière pop. légale) | Densité (hab./km2) |
| -------------------------- | ---------- | ------------ | ---------------- | --------------------------------- | ------------------ |
| Grand-Aigueblanche (siège) | 73003      |              | 27,33            | 3 794 (2022)                      | 139                |
| Les Avanchers-Valmorel     | 73024      | Avancherains | 21,93            | 739 (2022)                        | 34                 |
| La Léchère                 | 73187      | Lécherains   | 134,54           | 2 536 (2022)                      | 19                 |

## Démographie
| 1968  | 1975  | 1982  | 1990  | 1999  | 2010  |
| ----- | ----- | ----- | ----- | ----- | ----- |
| 6 235 | 6 411 | 6 115 | 6 326 | 6 220 | 7 056 |

### Pyramide des âges
| Hommes | Classe d’âge | Femmes |
| ------ | ------------ | ------ |
| 0,1    | 90 ans ou +  | 0,9    |
| 5,4    | 75 à 89 ans  | 7,6    |
| 13,0   | 60 à 74 ans  | 12,6   |
| 23,7   | 45 à 59 ans  | 22,1   |
| 23,9   | 30 à 44 ans  | 23,9   |
| 14,6   | 15 à 29 ans  | 14,0   |
| 19,3   | 0 à 14 ans   | 18,7   |

| Hommes | Classe d’âge | Femmes |
| ------ | ------------ | ------ |
| 0,3    | 90 ans ou +  | 0,5    |
| 6,1    | 75 à 89 ans  | 9,0    |
| 13,8   | 60 à 74 ans  | 14,4   |
| 24,2   | 45 à 59 ans  | 22,3   |
| 22,5   | 30 à 44 ans  | 21,1   |
| 15,0   | 15 à 29 ans  | 14,6   |
| 18,0   | 0 à 14 ans   | 18,1   |

## Administration

### Statut
Le regroupement de communes a dès sa création pris la forme d’une communauté de communes. L’intercommunalité est enregistrée au répertoire des entreprises sous le code SIREN 247 300 015. Son activité est enregistrée sous le code APE 8411Z

### Présidents
| Période                                  | Période  | Identité      | Étiquette | Qualité              |
| ---------------------------------------- | -------- | ------------- | --------- | -------------------- |
| ????                                     | En cours | André Pointet | UMP-LR    | Maire d'Aigueblanche |
| Les données manquantes sont à compléter. |          |               |           |                      |

### Conseil communautaire
À la suite de la réforme des collectivités territoriales de 2013, les conseillers communautaires dans les communes de plus de 1000 habitants sont élus au suffrage universel direct en même temps que les conseillers municipaux. Dans les communes de moins de 1000 habitants, les conseillers communautaires seront désignés par le conseil municipal élu l'ordre du tableau des conseillers municipaux en commençant par le maire puis les adjoints et enfin les conseillers municipaux. Les règles de composition des conseils communautaires ayant changé, celui-ci compte à partir de mars 2020 vingt-quatre conseillers communautaires qui sont répartis selon la démographie :
| Nombre de conseillers | Communes               |
| --------------------- | ---------------------- |
| 12                    | Grand-Aigueblanche     |
| 9                     | La Léchère             |
| 3                     | Les Avanchers-Valmorel |

### Bureau
Le conseil communautaire élit un président et des vice-présidents. Ces derniers, avec d'autres membres du conseil communautaire, constituent le bureau. Le conseil communautaire délègue une partie de ses compétences au bureau et au président.
| Nom                | Fonction           | Qualité                                        |
| ------------------ | ------------------ | ---------------------------------------------- |
| André Pointet      | Président          | Maire d'Aigueblanche                           |
| Robert Vorger      | 1er vice-président | Maire de Les Avanchers-Valmorel                |
| Frédéric Cathelain | 2e vice-président  | 1er adjoint au maire de La Léchère             |
| Gabriel Martinot   | 3e vice-président  | Conseiller municipal d'Aigueblanche            |
| Rémy Perret        | 4e vice-président  | Conseiller municipal de Les Avanchers-Valmorel |
| Philippe Verjus    | 5e vice-président  | Conseiller municipal de Petit-Cœur             |
| Jean Coste         | 6e Vice-Président  | Adjoint spécial de Grand-Cœur                  |
| Thierry Brunier    | 7e Vice-Président  | Maire de Saint-Oyen                            |
| Bruno Lauer        | 8e Vice-Président  | Conseiller municipal de Doucy                  |

### Compétences
Les actions qu'entreprend la Communauté de communes des Vallées d'Aigueblanche sont celles que les communes ont souhaité lui transférer. Ces dernières sont définies dans ses statuts.
- Eau (traitement, adduction, distribution)
- Assainissement collectif
- Assainissement non collectif
- Collecte des déchets des ménages et déchets assimilés
- Traitement des déchets des ménages et déchets assimilés
- Politique du cadre de vie
- Protection et mise en valeur de l'environnement
- Dispositifs contractuels de développement urbain, de développement local et d'insertion économique et sociale
- Création, aménagement, entretien et gestion de zone d'activités industrielle, commerciale, tertiaire, artisanale ou touristique
- Action de développement économique (soutien des activités industrielles, commerciales ou de l'emploi, Soutien des activités agricoles et forestières...)
- Tourisme
- Construction ou aménagement, entretien, gestion d'équipements ou d'établissements culturels, socioculturels, socio-éducatifs, sportifs
- Activités culturelles ou socioculturelles
- Activités sportives
- Schéma de cohérence territoriale (SCOT)
- Prise en considération d'un programme d'aménagement d'ensemble et détermination des secteurs d'aménagement au sens du code de l'urbanisme
- Aménagement rural
- Action et aide financière en faveur du logement social d'intérêt communautaire
- Gestion d'un centre de secours

### Identité visuelle
| Logotype de la Communauté de communes des Vallées d'Aigueblanche. | La Communauté de communes des Vallées d'Aigueblanche s’est dotée d’un logotype. |